# Lapilloniscus patrizii
Lapilloniscus patrizii är en kräftdjursart som beskrevs av Alessandro Brian1938. Lapilloniscus patrizii ingår i släktet Lapilloniscus och familjen Trichoniscidae. Inga underarter finns listade i Catalogue of Life.